# Ocimum waterbergense
Ocimum waterbergense là một loài thực vật có hoa trong họ Hoa môi. Loài này được (S.D.Williams & K.Balkwill) A.J.Paton mô tả khoa học đầu tiên năm 1999.